# 傷健運動員
傷健運動員指殘疾人士的運動員。
大部份傷健運動員均由於缺乏知名度而得不到贊助，因此非為全職運動員。他們不少有一份半職的工作，部份更要一面訓練、一面工作、一面進行復康。